# Kongogråfågel
Kongogråfågel (Ceblepyris graueri) är en fågel i familjen gråfåglar inom ordningen tättingar.

## Utbredning och systematik
Fågeln förekommer i skogsområden i östra Demokratiska republiken Kongo och i Uganda. Den behandlas som monotypisk, det vill säga att den inte delas in i några underarter.

### Släktestillhörighet
Kongogråfågeln placerades tidigare i släktet Coracina. Den och flera andra afrikanska gråfåglar lyfts dock numera oftast ut till släktet Ceblepyris efter genetiska studier.

## Status
IUCN kategoriserar arten som livskraftig.

## Namn
Artens vetenskapliga artnamn hedrar den österrikiske ornitologen Rudolf Grauer (1871-1927), verksam som samlare av specimen i tropiska Afrika 1904-1911.